# Berloni
Berloni è un marchio italiano di cucine componibili e mobili per il soggiorno e la sala da pranzo, prodotti e commercializzati dall'azienda Berloni s.r.l di Riese Pio X.

## Storia
Alla fine degli anni cinquanta, i fratelli Antonio e Marcello Berloni aprono una falegnameria artigianale a Pesaro, che si specializzerà in seguito nella produzione di mobili da cucina, assumendo quindi nel 1960 la denominazione di  Mobili Berloni.
L'attività cresce nel giro di pochi anni e nel 1972 la produzione viene spostata in un moderno stabilimento sito in località Chiusa di Ginestreto. Berloni, divenuta nel frattempo una società per azioni, si impone nel corso degli anni settanta-ottanta come una delle aziende nazionali leader nel settore delle cucine componibili, e diviene uno dei marchi italiani più noti a livello internazionale; avvia nel contempo un processo di espansione con l'acquisizione di società di arredi per ufficio, di componentistica per mobili, e di sistemi di refrigerazione per mezzi di trasporto e alberghi.
Nel 1993 viene costituita la Berloni International s.r.l. per rafforzare ulteriormente la presenza del suo marchio a livello internazionale, mentre nel 1996 l'azienda pesarese attua una diversificazione produttiva entrando nel settore dei mobili d'arredamento. Nel 2004 viene inaugurato il nuovo stabilimento di 30.000 m² sito a Borgo Santa Maria.
A partire dagli anni 2010 per la Berloni inizia un grave periodo di crisi, dovute a calo di vendite e di fatturato; nel 2012 la proprietà chiede per l'azienda, oberata da un'ottantina di milioni di debiti, il concordato preventivo al Tribunale fallimentare di Pesaro al fine di salvaguardare le attività produttive. Cessata la produzione dei mobili d'arredamento nel 2011, essa viene concentrata unicamente sulle cucine.
Nel luglio 2013 il marchio e lo stabilimento di produzione vengono rilevati dalla Berloni Group s.r.l., una newco posseduta al 50% dalle multinazionali taiwanesi HCG (già distributore della Berloni) e Thermos, il 44% dalla società Intermedia, la merchant bank di Giovanni Consorte, ed il restante 6% dalla famiglia Berloni, che diviene dunque socio di minoranza. Alla fine del 2013 nuovo riassetto azionario con l'uscita della banca d'affari di Consorte. Dal 2014 la compagine azionaria della Berloni Group è così formata: 34,13% i fratelli Andrea, Katia e Roberto Berloni; 31,62% HCG, quotata alla Borsa di Taipei e di proprietà di Kent e Michael Chiu; 15,61% Thermos, società di Alex Huang con sede negli Stati Uniti; 18,64% di David Tu, proprietario della Wan Yuan Textiles con sede a Taiwan.
Nel novembre 2019 la proprietà cinese decide la liquidazione volontaria dell'azienda.
Nell'ottobre 2023, il marchio Berloni è stato acquisito da ArredissimA, noto gruppo italiano di arredamento con sede in provincia di Treviso.

## Informazioni e dati
Prima della crisi aziendale Berloni impiegava 370 addetti, realizzava oltre 200 milioni di fatturato (70% nel solo mercato italiano) ed esportava in 50 paesi nel mondo. Nel 2018 i dipendenti erano una novantina.

## Sponsorizzazioni

La Berloni Torino 1981-82

L'azienda è stata sponsor ufficiale della Auxilium Pallacanestro Torino dal 1981 al 1987, che in quel periodo era appunto nota come Berloni Torino.